# Станишић
Станишић (мађ. Őrszállás) је насеље у Србији, граду Сомбору, у Западнобачком управном округу и удаљено је 18 km од Сомбора. Према попису из 2022. године Станишић било је 2.902 становника, 27,21 % мање него пре једанаест година.
После Другог светског рата село је насељено народом Далмације (1.070 породица, 5.430 чланова). До 1965. године је ово насеље седиште Општине Станишић коју су чинила насељена места: Гаково, Растина, Риђица и Станишић. У састав општине је улазило и насеље Крушевље које је изгубило статус самосталног насељеног места тако да је данас део Гакова. После укидања статуса општине у целини је припојена територија општини Сомбор, дуго је место Станишић важило за највеће место у општини али је осамдесетих година почео његов демографски пад, који нажалост, и даље траје.

## Име
Оснивачи Станишића назвали су насеље (1535. године) према презимену виђенијег овдашњег становника или најбројније породице. На сличан начин имена су добила и друга насеља и пустаре у широј околини Сомбора: Билић, Бикић, Бокчиновић, Браћевић, Ђурић, Миличић (касније Милчић), Ненадић, ... Име села остало је истоветно са именом некадашње пустаре, мада је, у свакодневном говору (посебно међу Сомборцима), село често називано и Станичићем и Станчићима. У званичним државним документима име села је увек писано са обликом Станишић.
Наредбом мађарских државних власти да помађаризују не-мађарска имена села, име места је од 1904. до 1918. године, као и од 1941. до 1944. године, било Ерсалаш (Őrszállás), које никад није било прихваћено међ' не мађарским становништвом. У преводу са мађарског на српски језик нови назив значи Стражара. У атару је постојала жандармеријска стражарска кућа, где су се жандари склањали у невремену, у њој се одмарали приликом патролирања, што је послужило да се селу да ново име.
Међу старим станишићким породицама сачувано је предање да је име села настало приликом пресељења српских породица из Барачке и Даутова, тако што је неко узвикнуо старцу који је предводио народ: "Стани чича, ово је место за нас!", те је од тог повика настало име Станичић, Станишић (како је име Станишић за некадашњу пустару забележено 128 година пре овог пресељења, очито да предање није тачно).
Међутим, Немци који су се населили овде 1786. и после, прогласили су и свој део за Станишичић или за Станишић (или још више као за Tannischitz), као за њих прикладнији облик. Сви покушаји про-нацистичких Немаца да промене име села 1935-36 (као будући део германизације подручја) за Donau-Wachenheim, Deutsch-Wachenheim, Steinsitz, Tannenschütz били су само лоши погрешни преводи његовог првобитног имена и никада нису били прихваћени, чак ни међу собом. Станишић је био и остао Станишић.

## Историја
На месту данашњег Станишића нема поузданог трага да је постојало неко средњовековно насеље. На основу топонима и докумената, претпоставља се да се средњовековно насеље које се спомиње у 14. и 15. веку Париш налазило данас између Станишића и Риђице. Париш је старо бачко насеље, први пут споменуто 1366. године. Крајем 17. века, после аустро-турских ратова, село је опустело.
Према попису православних парохија у Станишићу је 1733. године било 113 српских домова које је су опслуживали православни свештеници: Петар Груић, Никифор Петровић, Тимотеј Сељаковић, Григорије Борђошки и Кирил Стојановић. У селу је 1772. године подигнута православна црква која је обновљена 1910. године после великог пожара.
Поп Григорије Борђошки је 1808. године парох и намесник, а Варко Врачарић колега парох. Године 1810. јављају се као претплатници први грађани Станишића: Павел Чекић кнез, Козма Искрић учитељ (и 1808) и Петар Борђошки трговац.
О трошку баронске породице Редл 1815. подигнута је католичка црква "Име Маријино", дугачка је 45, широка 20 и висока 47 м. У костурницу-крипту под олтаром католичке цркве до 1918. године сахрањивали су се чланови породице Редл.
На пустару је из оближњих села Барачка и Даутово 1763/1964. године пресељено стотињак прогнаних српских породица, које су овде основале данашње село Станишић (према попису из 1764. године у Станишићу је тад било 605 становника). Срби се првобитно нису населили где данас лежи Станишић, него више на источној страни, близу данашњег насеља Алекса Шантић, који лежи на негдашњој пустари "Шара". Пустара "Шара" је за време досељења Срба из Барачке и Даутова откинута од Каћмара, и прикључена Станишићу. Али се Србима овај предео није свидео, јер у близини није било бунара, ни трске за покривање кућа, ни риболова итд. И после презимљеног зимског времена, кренуше Срби ка западу и настаде тамо где је данас село Станишић, и где је са западне стране онда била велика бара, дубок рит пун рибе, а село са источне стране опасано великим шумама.
Српска основна школа почела је са радом од 1774. године, а немачка од 1786. године. Крајем 1783. године у Станишићу почиње насељавање мањег броја мађарских и словачких породица (станишићки Словаци ће до краја XIX века углавном бити помађарени и понемчени. Помађарени су: Дробина, Крижак, Жумбера, Ралбовски, Колар, Тренка, Марко, Мудри, Напора, Рончак, Коларик, Михалец, Фабијан итд), а током 1786/1787. г. овде је насељено и стотињак немачких породица (Немци ће наставити да се досељавају и наредних деценија). Они потичу из Лорене, Рајна-Палатинат и Сарланд региона. Изградили су 100 нових кућа током тог лета 1788. године, око 200 m на источном, горњем терену од српског села. Новоизграђене куће су постављене у два реда са три блока (један од њих је остављен за цркву) чинећи прву улицу (коју су назвали Немци "Gasse", будућа "Kirchengasse" (Црквена улица)). Ново село је проглашено посебном општином од српске, и тако је названо "Neu Stanischitz" ("Нови Станишић"). Станишић се веома брзо развијао и убрзо је постао једно од већих села у округу. Између 1790. и 1830. (посебно између 1812. и 1820) више од 150 нових немачких породица преселило се у Станишић, углавном из Чатаље (Жупанија Баја, данас у Мађарској). Број српских породица се смањио, а број немачких породица подигао се са 120 у 1790. на 400 у 1830. Око 500 нових кућа саграђено је до 1830. године. Такође, око 45 мађарских и око 25 словачких породица населило се у Станишић до 1830. године. Све до 1811. године село је било подељено на два дела — немачки (нови) и српски (стари) Станишић. Почетком 19 века, па све до времена Мађарске револуције 1848/1949. године, Станишић је био у поседу племићке породице Редл. Потписом аустријског цара Франца I Станишић 1811. г. добија статус трговачке и пољопривредне варошице, а српска и немачка општина спојене су у једну. То је значило да је Станишићу било допуштено да одржи тржиште што је било велико побољшање у односу на друга села у округу.
Због неспоразума око земљишта за напасање стоке Мађарске власти ће три Србина (Мирка Комненова, Симу Попова и Гигу Бикара) 31. маја 1848. године обесити одмах иза села с десне стране јеврејског гробља кад се иде једну дуж за Риђицу. Они су одмах тамо и сахрањени, а сви Станишићани су изведени да за пример виде пресуде. Још једанаест станишићких Срба осуђено је на по годину дана затвора, четворица су осуђена на по две године, петорица на по три и двојица на по девет година затвора, а само двојица житеља су осуђена на краће временску казну од једног, односно три месеца затвор. Немачко становништво је током 19. столећа постало најбројније. Према попису из 1800. г. у селу је живело 2.788 становника (53% Срба, 40% Немаца и 7% Мађара, Словака и других.), 1820. г. 4.219, 1830. г. 4.600 (58% Немаца, 26% Срба, 14% Мађара и Словака, 1,5% Јевреја), 1900. г. 6652, а 1931. г. 7.588 становника (5.582 Немци, 1.102 Срби, 686 Мађари, 185 Буњевци-Хрвати, 60 Роми, 40 Јевреји) . Станишић је између два светска рата био демографски, привредно и друштвено развијена самостална општина. Taj период био је веома богат дешавањима, променама у начину живота, развијала се и модернизовала пољопривреда, цветало занатство и трговину, мењао се изглед села, оснивана су културна и спортска друштва, село је све више личило на варошицу.
Епидемија колере почела је у Станишићу 27. августа 1831. године, оболело је 18 а умрло 13 особа. Епидемија је у Бачкој била у 53 места, од 14.147 оболелих, умрло их је 7.453. Колера се поново јавља у Станишићу 17. августа 1836. болесне је лечио болничар Вилмош Офенбауер који је дошао из Будимпеште. У Горњем Срезу, којем припада и Станишић, умрло је 1.355 људи.
Многе српске станишићке породице одселиле су се у Сомбор и на околне сомборске салаше, као и у Бечеј, Сенту, Мол или Србобран, након што је Станишић, од 1805. гопдине (до 1894. године) постао властелински посед племићке породице Редл.
Мађарске власти су 1904. г. преименовале Станишић у Ерсалаш (Őrszállás), како се звао до краја 1918. године, као и током окупације 1941-1944. године.

### Први светски рат
У Станишићу је аустроугарско време престало у два сата после подне 21. новембра 1918. године, када је у Станишић приспело 40 српских војника из VII пешадијског пука, које је предводио потпоручник Радивој Куљански. Двадесетак војника остало је у Станишићу а 20так војника је отишло још истог дана у Риђицу. Споменути потпоручник Куљански родом је из села Мали Црнићe, браничевски срез.

### Станишић у новој држави
Станишић је после Првог светског рата припао територији Краљевине СХС и представљао је засебну општину. Са близу осам хиљада становника, Станишић је између два светска рата имао српску и немачку школу, православну и римокатоличку цркву, пошту, болницу (са три лекара и апаратом за снимање плућа), две апотеке, ветеринарску службу, адвокатску канцеларију, електричну централу, циглану, парни млин, две кудељаре, шест содара, ледару, три дрваре, кречану, сушару за жито, 32 парне вршалице, ковачке, столарске, коларске, сарачке, пећарске, керамичарске, кројачке, вуноплетачке, ћурчијске, обућарске, шеширџијске и часовничарске радионице, 17 радњи (десет са мешовитом робом, шест са текстилном и једну продавницу обуће “Бата”), четири гвожђаре, пет пекара, осам месара, две млекарске радње, Ватрогасно друштво, Соколско друштво, организацију Народне одбране, Сељачку дружину, Занатлијско момачко удружење, месни одбор Црвеног крста, Српску аматерску позоришну дружину и Српски црквени хор, немачка и мађарска културна друштва, фудбалски и куглашки клуб, општинске недељне новине (на немачком језику Lokal Anzeiger, излазиле од октобра 1934. до 1942. године), биоскоп, железничку станицу (1936. г. било је у Станишићу и аутомобила), засебну општинску управу и представљао је, заправо, прави мали град. Станишићком атару имао је 21.933 катастарска јутра земље.
Друштвена организација која је имала посебан значај у селу у периоду између два рата јесте „Соколско друштво”. Њега је основао општински лекар др Анте Марић 1929. године, а у почетку је имало стотинак чланова. После деценије деловања, друштво је 1939. године престало са радом, а чланство је распуштено.
Може се слободно рећи: да су бачки Немци, до доласка Хитлера на власт у Немачкој и оснивања немачких организација, били миран и дисциплинован народ, а према државној заједници Југославији, лојални држављани. У местима где је било и становника других националности (Станишић и Риђица), Немци су са свима живели у добрим односима, без обзира на њихову економску моћ и националну особености. Припајањем Аустрије Немачкој изазвало је одушевљење и наде у погледу даље судбине бачких Немаца. Под паролом "Обнове", чланови омладинске организације (Хитлерјунгед), скоро у свим бачким местима, где живе Немци, почели су носити траке око руке са кукастим крстом, марширајући улицама с музиком, поздрављајући се подизањем руку са нацистичким поздравом: "Хајл Хитлер", певајући химну Хортса Весела. Одржавају се војне вежбе омладине, јавно испољавајући наду да ће Хитлер за кратко време заузети Славонију и Војводину.

### Други светски рат
Станишићки Немци са великим одушевљењем дочекаће 25. март 1941. године и потписивање акта о приступању Краљевине Југославије Тројном пакту, да би после војног пуча у Београду два дана касније, 30. марта 1941. школа у Станишићу престала са радом. За становнике Станишића рат је почео 11. априла, када је берберски мајстор Јован Танурџић бацио у ваздух железничку станицу, око 21 час, а војска је још раније отворила артиљеријску паљбу према Мађарској. Канонада пуцњаве је трајала од 13.30 до 20 часова кад је наређено повлачење. У поноћ између 11. и 12. априла, у Мађарску из Станишића се упутио Гашпар Мајер (Kaspar Mayer, 1905-?), члан Културбунда (основан у Станишићу 1935. године), отишао је у Гару да извести Мађарску команду да пред Хонведима нема никог и да могу слободно кренути ка дубини Југословенске територије (због тога ће га касније окупаторска власт одликовати звањем витеза). Хонведи су изјутра (дошли из права Риђице) пре 7 часова 12. априла 1941. године били пред Станишићем. Становници Станишића Немци и Мађари су се радовали пропасти Краљевине Југославије, док су Срби и Јевреји живели у неизвесности, не знајући шта им доносе дани окупације. Мађарска команда је завела војну власт, која ће бити одмењена цивилном 15. августа 1941. године. Већ првих дана окупације у селу је присутан велики политички ривалитет између Мађара и Немаца. Немци су очекивали да ће они контролисати дешавања у селу, не само зашто су били најбројнија народна скупина, него и због Немачких заслуга у разбијању Краљевине, међутим Бачка је ушла у састав Мађарске окупационе зоне што је више погодовало сеоским Мађарима. Одмах по уласку хонведа у село почела су хапшења и убијање Срба. Све је то личило на "лов на вештице". Било је довољно да неко пријави особу да је "четник" и уследило би хапшење, логорисање, а у многим случајевима стрељање. Тих дана постављена су и вешала у Какошу (део Станишића), над Србима и Јеврејима су почеле репресалије, појединци су убијани и у атару, на разним сеоским местима, доста их је ухапшено и малтретирано.
Познато је и послератно сведочење Богољуба Дрљачина "Комисији за утврђивање злочина окупатора и њихових помагача у Војводини": "Том приликом осим мог покојног оца (стрељан 14. априла 1941. године), Арсен Јовановић, Сава Мишковић, Ушјан Стеван, Комненов Сима, Комненов Стеван и Комненов Милан, који је имао само 12 година, су стрељани. Сви ови, тј. сви осим мог покојног оца Милана, који је стрељан испред цркве, били су изведени ван села и тамо побијени". Током самог уласка мађарске војске у Бачку убијено је 2.460 лица.
Бачки Немци су се већ 1941. године ангажовали у Зимској акцији помоћи (Winterhilfswerk) и другим организацијама за помоћ фронту и немачкој победи у рату. То је била највећа социјална акција немачког народа под паролом: "Ни један Немац не сме гладовати ни смрзавати се". Ова акција састојала се у сакупљању намирница (жита, брашна, меса, масти, одеће, обуће и новчаних прилога).
Сви Немци чланови Културбунда имали су на својим кућама знак V (Викторија - знак победе) а на оним кућама немачким који нису били чланови и нису хтели ићи у СС одреде су исписивали Verräter (издајник) ако би се који од ових предомислио тада би преко ноћи било избрисано оно "издајица" и написано слово V. Све ово су радили чланови Културбунда њихов "Хитлерјугенд" познати и по честим маршевима кроз село обучени у црне униформе и заденутим ножевима око појаса.
Одушевљени дотадашњим победама Трећег рајха, као и могућности да је боље служити у својој (Немачкој) војсци (која је при том боље опремљена, боље плаћена, него Мађарска војска у коју ће кад-тад морати поћи) млади станишићки Немци добровољно су ступали у војску Вафен-СС-а, јер као држављани тадашње Мађарске нису могли приступити регуларној Немачкој војсци (Вермахт). Њих око 300 ће априла 1942. године добровољно приступити новооснованој а касније и 7. СС дивизији Принц Еуген, међутим, много раније млади станишићки Немци одлучили су се на одлазак у рат, доказ томе је да већ крајем 1941. и почетком 1942. године широм Источног фронта долази до првих жртава Подунавских Шваба из Станишића. Како је рат одмицао на становнике Станишића протежу се мере окупационе политике; младићи се мобилишу у Мађарску војску, поједини Срби се хапсе и гоне на принудни рад у Мађарску и Аустрију, док други завршавају по неколико месеци у логору који се налази у Бачкој Тополи. Три године након избијања рата, насилно ће бити мобилисано из Станишића око 500 људи марта и септембра 1944. године у 26. SS Waffen-granadier division der SS Hungaria, која ће учествовати у бици за Будимпешту и тамо у крвавим борбама против Црвене армије бити готово уништена. Остатак преживелих успео је да се домогне шумовитих брда северзападно од Будимпеште, и повуку се према Бечу, где ће се почетком маја 1945. године предати америчким трупама у области Франкенбурга (Аустрија).
"…Као дете нисте много примећивали рат. Повремено је понеки авион прелетао Станишић. У задњем делу баште наше куће у 'Цветној улици' (данас улица Мајора Жељка Парађине) број 26, мој отац је направио земљани бункер за могуће ваздушне нападе. Једнога дана сам био са својим оцем на нашем салашу близу некадашње границе са Мађарском, на Качмару. Мој отац је обрађивао земљу да сеје а ја сам се играо около. Одједном, на небу се појавило неколико летелица, које су јуриле и пуцале на другу летелицу. За неколико тренутака јурени авион се запалио и срушио на суседно поље, забивши се 3-4 метра у земљу. На небу смо могли видети падобранце са одговарајућим пилотима обореног авиона како се спуштају на земљу, али су падобрани на небу заједно са пилотима горели. Док су пали на земљу пилоти су били беживотни. Убрзо након тога дошла је мађарска полиција и однела тела. Сва тројица су била 'црне боје коже' а авион је на себи носио британску заставу… Нешто касније, у касну јесен 1943. године све више покривених вагона пролази кроз Станишић. Били су из доње Бачке и били су у бекству јер се фронт померио у корист Руса…"
 (Michael Hutfluss)
Године 1944. станишићки Немци прихватају преко стотину деце из бомбардоване Немачке које су смештени у породицама чланова "Културбунда". Измећу 4. и 10. априла 1944. године и у Станишићу су, као и у целој Бачкој, покупљене Јеврејске породице и транспортом пребачене у немачки концентрациони логор Аушвиц. Сеоски Немци су током рата израђивали чарапе, обућу и одећу за Вермахт. Између осталог, ова чињеница је било једно од оправдања југословенских комуниста за конфискацију имовине после рата.
Како се рат ближио крају, а са истока надирала све ближе совјетска Црвена армија, локални Немци и Мађари (њих око 130) су напустили Станишић плашећи се одмазде за злочине које је немачка и мађарска војска починила на тлу Југославије, у чему су учествовали и чланови њихових породица или они сами. Око 1200 Немаца и Мађара из Станишића наћи ће се на фронту у Другом светском рату, погинуло их је 242 (у Русији 65, Мађарској 37 итд).

### Ослобођење
Станишић је ослобођен од стране Руске Црвене армије 22. октобра 1944. године.
Стража је са милетићке стране јавила "Руси, Руси долазе!". Било је ближе десет часова, Главним сокаком су на коњима пројурили црвеноармејци. Народ је на окупу. Коњаници су се вратили и зауставили код Општинске куће, ту су већ били Совјетски официри. Јосип Венер је на немачком узвикнуо "Капе доле", што су сви и учинили. Од масе се до ослободилаца нису могли пробити људи што су јуче после подне преузели власт. Око хиљаду и петсто Немаца здравило се са црвеноармејцима и официрима, све док Срби нису казали да су они чланови "Културбунда". Црвеноармејци нису знали кога имају испред себе, што је и разумљиво. Настао је тајац када су се својим поздравним говорима јавили Јован Вукајлов и учитељ Петар Бачић. Ватрогасна музика је засвирала, клицало се Титу, Стаљину и краљу Петру. Својим поздравним говором слављу се на руском и српском језику придружио и свештеник Владимир Родзјанко, који је руске националности и који је после победе октобарске револуције 1920. године са родитељима избегао из Русије у Србију, доспевши касније у Бачку па и од 1942. године и до Станишића.
После рата марта/априла 1945. године у читавој Војводини и Славонији дошло је до исељавања Немачког становништва. Село Станишић је познато као последње исељено, Десети август 1945. био је "црни дан" за станишићке Немце. Око 3500 људи је пресељено у околне логоре (Крушевље и Гаково), док је 300 људи (мајстора, жена куварица) остављено у селу да раде за партизане. Они су радили између осталог и око силне стоке а и друге послове у Станишићу које је било пусто скоро 4 месеца до 06. децембра када је стигле прва композиција народа Далмације ("Риђичани"). Неки од тих Шваба су после служили код колониста, и сигурно их је двестотињак и после остало у селу, али су се касније 1950-их иселили у Немачку, мало их је остало у Станишићу. Они што су депортовани у логоре (Гаково и Крушевље) су умирали од глади, колере, дизентерије и осталих болести. У Гакову је умрло око 8500 а у Крушевљу око 3500 људи. Сви преживели из Војвођанских логора су пуштени 1947. и 1948. године преко границе.

## Колонизација народа Далмације
На месту интернираних Немаца, одлуком Владе Демократске федеративне Југославије на трећем заседању АВНОЈ-а одржаном после Другог светског рата, у Војводину и Барању требало је да буде насељено становништво из пасивних крајева Хрватске (Далмација, Лика, Банија, Кордун, и Горски Котар), Босне и Херцеговине, Црне Горе, Србије и Македоније, па је током 1945/1946. године из ових крајева колонизирано око 42.000 породица. За колонизацију народа из Далмације првобитно је предвиђен град Апатин, који је могао прихватити око 10.000 људи, таман толико колико је и планирано да дође из кршне Далмације. Међутим пред сам долазак првог воза у Бачку дошло је до обрта, јачи лоби Личана је пресудио, и Далматинци су морали пут два бачка села — Станишић и Риђица. У Станишићу је планиран смештај за 1330, а у Риђици за 670 досељеничких породица.
Када је прва композиција насељеника (150 породица), са подручја Обровац, Задар, Книн и Сињ која је упућена за Риђицу стигла 06. децембра 1945. године у Станишић, староседеоци Станишића листом су изашли на железничку станицу да виде и поздраве насељенике, а поздравни говор им је одржао Јован Вукајлов, председник општине. Станишићани су прве насељенике даривали јелом, пићем и другим ђаконијама. Импресионирани оваквим дочеком, и чувши да је Станишић веће и лепше место, путници нису хтели да продуже за Риђицу. Изразили су жељу да остану у Станишићу и да се ту населе. Већи број породица напустило је вагоне и самовољно се уселило у празне куће у Станишићу (околина Железничке станице (данас улица Цара Душана). Међутим колонизациони план покрајинске комисије у Н. Саду није се могао мењати.
У Станишић је први транспорт породица из Далмације (од укупно седам) стигао на Светог Николу 1945. године. Пут од Далмације до Станишића био је дуг и исцрпљујући. Масе народа путовали су бродовима до Бакра и железницом до Сушака, па преко Загреба, до Дунава, неки транспорти преко Новог Сада а неки преко Богојева. Од 867 породица које су се задржале у Станишићу 1956. године према пореклу насељавања било је: 121 породица из Книна, 242 из Сиња, 85 из Шибеника, 22 из Макарске, 18 из Имотског, 3 са Корчуле, 2 из Лике, из Бенковца 161, 111 из Сплита, 49 из Метковића, 21 из Дрниша, 6 из Задра, 3 породице са Кордуна и још неколико породица из разних крајева.
За разлику од других насеља у Бачкој, у Станишићу се колонисти нису груписали по срезовима и крајевима одакле су дошли. И на крају, у време колонизације Војводине 1945–1948. године у Станишић је дошао највећи број колонистичких породица - 1070 (5430 чланова).

### Возови без возног реда
- Први транспорт је приспео 19. децембра 1945. године (230 породица из Сиња и околине, са 1500 чланова).
- Други 24. фебруара 1946. године (180 породица из околине Книна, са око 1500 чланова).
- Трећи фебруара-марта 1946. године (160 породица из разних крајева Далмације)
- Четврти марта-априла 1946. године (150 породица из околине Книна и Метковића)
- Пети измећу априла-маја 1946. године (72 породица далматинског порекла са 324 члана. „Македонци“ су у ствари били Далматинци који су између 1921. и 1936. године насељени Овче Пољу у околини Светог Николе и Штипа. По избијању рата, 1941. године, бугарски окупатори их протерују и они прелазе прво у Ниш, а касније се окупљају у Неготинској крајини.
- Шести транспорт је стигао неутврђеног датума 1946. године (60 породица из разних крајева Далмације).
- Станишићани броје "седам транспорта", што је и тачно ако се има у виду да је први стигао у октобру-новембру 1945. године, да су се породице самовољно искрцале и сместиле у Станишић (случај са Риђичанима).[29]

Мада један део колонизованог становништва (око 150 породица, најчешће приморци и оточани) није успео да се прилагоди новим условима живота, другачијој клими и крајолику, те се, нешто касније, вратио у завичај, колонисти су према резултатима првог послератног пописа из 1948. године чинили преко 70% од укупног броја тадашњих становника Станишића. У селу је тада живело 7.741 становник, а по националној структури боли је 3.763 Срба, 2.480 Хрвата, 1.224 Мађара (Словака), 181 Немац, 25 Рома, 19 Словенаца, 16 Црногораца, 14 Русина, 11 Македонца, 4 Муслимана, 1 Чех и 3 остала.
Колонистима је додељено 11.500 јутара обрадиве земље, а у зависности од броја чланова и заслуга у рату породице су добијале од шест до 14 јутара.
Колонизација Станишића представљала је најзначајнији миграциони догађај у 255 године дугој историји континуираног насеља, а по свом обиму и значају далеко је надилазила бројчано скромне колонизације села из XVIII века (Срба 1763/1764. и Немаца 1786/1787. године). Ова колонизација суштински је изменила етничку слику села (раније најбројније немачко становништво комплетно је замењено српским и хрватским становништвом из Далмације), те је довела до потпуне промене дотадашњих духовних и културолошких навика и вредности, али и говора, обичаја, начина исхране, облачења итд. Међусобно прожимање старог и новог становништва наступило је постепено, током наредних година.
- Списак колонизованих далматинских породица у Станишићу (1945—1948)

### Однос староседелац-досељеник
"Однос између досељеника и домородаца био је испрва нетрпељив. Досељеници су гледали на домороце као на богате сељаке, а себе су сматрали заслужнима за народну револуцију. Домороци су нерадо, критизерски и са висине гледали на досељенике. Њихове поступке из првих дана називали су дивљим, „шумским“. Уместо непосредне помоћи и поверења, дошло је до обостраног омаловажавања и грубог подвајања. Интересантно је поменути да је у насељима са већим бројем домородачког становништва процес прилагођавања у извесном смислу ишао теже. То је, без сумње, последица дужег међусобног трвења и отпора"
 (В. Ђурић)
...Староседеоци су сматрали да су колонисти људи из рата, „дивљи људи“, „дивљаци“, да су примитивни. Пошто су били голи и боси, звали су их „голаћима“, сиротињом. Сматрали су да су недостојни њих јер су били неуредни, сиромашни и нису имали радне навике као они. Али када су њихове цуре виђале момке Далматинце на игранци, почеле су их упознавати, загледати и дошле су до сазнања: да су ови питоми, паметни, лепи људи бољи од Бачвана. Колонисти-дошљаци су мислили о староседеоцима да су они културнији, да су напреднији, да су богатији од људи на камену јер су овде у равници (равнини)... Мештани Срби и Мађари радо узимају за жене Далматинке јер оне поштују мужеве и вредне су за сваки посао. Код њих је још јака патријархална црта, да је мушко „старије“ од жене. Тих бракова је већи број него да досељеник узима Мађарицу или мештанку... Далматинци су донели у нову средину многочлану породицу, тј. динарску задругу. Најчешће су ту задругу сачињавали отац и синови, или браћа стричевићи са својом децом (мали је број таквих)... Старешина задруге је био глава куће, најстарији мушкарац...

## Станишић после Другог светског рата
Првих година после Другог светског рата друштвени и привредни живот у Станишићу био је разноврстан и богат садржајем. У новој средини се преко 5000 насељених чланова далматинских и породица из других крајева морало се навикавати на живљење и привређивање у бачким условима. У Станишићу је 1946. године основано десет земљорадничких задруга које су носиле називе људи заслужних у рату (Раде Кончар, Иво Лола Рибар...) или по неким географским појмовима из завичаја колониста (Велебит, Крка, Јадран...). Осим задруга, основана су Пољопривредна машинска станица и Запрежна станица. Крајем 1946. и почетком 1947. године купљено је 60 нових трактора. Ове машине одвожене су на рад и у Гаково, Крушевље и у Риђицу. Под виноградима је 1949. године у Станишићком атару 28 јутара земље.
Период прилагођавања колониста новим условима рада и живота потрајао је неколико наредних година. Највише потешкоћа било је око земљорадње јер ови вредни, али том послу невични људи, нису успевали да одмах правилно обрађују земљу и припремају усеве, а посао је отежавао и недостатак пољопривредне механизације и алатки (у селу је било свега десетак трактора, са две-три сејачице, као и 23 вршалице које су затечене овде), па је првих година земља обрађивана по „бригадном систему“.
Ветеринарска станица је после рата основана 1952. године, њоме ће руководити др Светозар Богдановић (родом из Старог Бечеја, студије је завршио у Франкфурту). Аеромитинг у Станишићу одржан је 24. септембра 1953. године, али се "пробно" скакало и дан раније. Станишић 30. септембра 1956. постаје значајно административно-територијално седиште јер му се прикључују Светозар Милетић и Риђица. Село је, 13. јула 1961. године, погодила велика олуја која је притом однела торањ православне цркве стар 155 година. Петнаестог априла 1964. године у девет сати и 40 минута осетио се земљотрес, веће штете није било, али су на неким зградама напукли зидови, као и на православној цркви. Олимпијски базен (димензија 50х50) отпочео је са радом 1968. године и радиће наредних 5 година. Главна улица "Ослобођења" (2.538 m) асфалтирана је 1970. године, док је пут од Станишића до Риђице 1974. године пресвучен асфалтом, исте године укинута је железничка пруга Сомбор-Станишић-Риђица. Године 1971. ради се на бетонирању тротоара, поправци прелаза и мостова, на побољшању јавне расвете, а приступа се и на изградњи водовода. Године 1976, сви спортски клубови у селу су обједињени под именом "Станишић": фудбал, рукомет (мушки и женски) и шах. Овим су лакше усмеравана новчана средства добијена од друштва; новоорганизовано друштво "Станишић" је постало власник водеће кафане у Станишићу (кафане "Спорт", отворене 1975. године), преко чијег је промета обезбеђен извор прихода за одржавање спортског живота.
Први подаци о библиотеци у Станишићу датирају из 1900. године када је основана Грађанска читаоница. О њој се зна мало јер архива није сачувана. После Другог светског рата, 1947. у Станишићу се оснивају две библиотеке: књижница Месног културно - просветног савета и књижница Уједињеног савеза антифашистичке омладине Војводине (УСАОВ). Обе су имале по осамдесетак књига. Године 1949, почиње са радом НКЦ, која од 1951. ради као среска библиотека, а 1962. прераста у матичну библиотеку (за огранке у Гакову, Риђици и Растини). Године 1963, припаја се Градској библиотеци у Сомбору. Библиотека је данас смештена у Дому културе „Доситеј“. Има око 15.000 књига, углавном белетристике и стручне литературе. Сем књига на српском заступљен је и богат фонд на мађарском језику. Библиотека је веома добро снабдевена лектиром, за основну и средњу школу. У библиотеци могу се свакодневно прочитати НИН, Сомборске новине и Политика.
Станишић је пољопривредно насеље. Земљиште је изузетно квалитетно, 87% чине оранице.

### Избеглице из Хрватске 1995. године
И ратни догађаји 1991-1995. опет су присилили Србе Крајишнике на нове мучне сеобе. Почетком јула у Станишић долазе прве избеглице из великих градова (Загреб, Задар, Сплит, Сисак, Ријека, ...), али већ крајем 1991. и читаве колоне избеглица.
Петог, шестог и седмог новембра 1991. стигло је у Станишић око 150 ученика из Тења и околине који ће у Станишићу похађати основну школу (настава ће се одвијати у поподневној смени а то ће бити њихова школа). У суботу 9. маја 1992. г. ученици из Тења, њих око 150 са својим наставницима, који су уточиште за време рата у Хрватској нашли у Станишићу, где су похађали школу, вратили су се кући у Тење.
Ипак, највећи егзодус забележем је након злочиначке војне операције Олуја, Хрватске војске и НАТО-а, када долази до пада Републике Српске Крајине и етничког чишћења преко 200.000 људи (око 2000 мртвих) с подручја Баније, Кордуна, Лике и Северне Далмације (Книнска Крајина, Буковица, Равни Котари). У Станишић долази нови талас далматинског српског становништва између 3000 - 4000 људи, мали број њих се задржава у селу.
Након пада Српске Крајине и доласком великог броја избеглица у Станишићу долази до протеривања хрватских породица. До краја августа 1995. године из Станишића се иселило 43 хрватске породице.

## 2000. година - …
Основну школу "Иван Горан Ковачић" у Станишићу, 2009. године уписује 37 првака. Министарка омладине и спорта у Влади републике Србије, Снежана Самарџић Марковић, отворила је у среду, 27. октобра 2010. године, фудбалски терен са вештачком травом у Станишићу.

## Културно наслеђе

### Храм Светога Николаја
- Српска православна црква у Станишићу

Данашња православна црква у Станишићу „Храм Светога Николаја” почела је са изградњом 1772. године. Вероватно је и пре тога постојала нека црквица јер се 1769. године у једном попису напомиње да село има један храм и пет свештеника. Садашња велика српска црква, која се налази на најлепшем месту у Станишићу, освећена је и пропојала тек 20. децембра 1806. године, на дан Св. Игњатија Богоношца. Да градња цркве траје дужи низ година била је веома честа појава јер су се оне градиле искључиво прилозима верника.
Храм Светог Николаја, иако релативно малих димензија, представља најлепши украс центра Станишића. Скромна једнобродна грађевина са полукружном апсидом је класични пример сеоске цркве у Војводини. Спољашњи изглед цркве је веома једноставан, без посебног украшавања, са неколико простих правоугаоних прозора на бочним странама грађевине. „Торањ са својом висином и елегантним барокним завршецима, остварен у очевидној несразмери са скромном архитектуром самог црквеног брода” је савршено уклопљен у архитектонску целину.

### Водице
Водице су место на јужној страни села, пољана у атару оивичена дрвећем на којој се налази крст и бунар. Сваке године 19. августа православни верници посећују ово место. Чак и у време када то није лако, када су били извргнути руглу и осудама, највернији православци посећивали су своје свето место. Није познато од када се Преображење прославља у Станишићу, али је сигурно да се прославља још од друге половине XIX века, вероватно и дуже. Овај предиван празник се прославља 6. августа по јулијанском, односно 19. августа по грегоријанском календару у знак Преображења Христовог.
Обичај је да се на овај дан месе погаче и једе грожђе, а породице које имају виноград односе у цркву грожђе и погаче које свештеник освети и дели присутним верницима након Богослужења у цркви.
"По народном веровању на Преображење, се преображава и мења природа, вода постаје хладнија, као и сами дани. Лишће од тада почиње да жути и опада. Од Преображења, се забрањује и купање у рекама. По веровању, Преображење је граница између зиме и лета, што је иначе распрострањено схватање и шире."
Тоша Искруљев у својој књизи напомиње да је овај празник био веома слављен. За Преображење се на Водици испод села окупљала омладина из целог краја и након богослужења уз песму и игре прослављала овај празник.

### Јеврејско гробље
Међу споменике културе у Станишићу спада и Јеврејско гробље. Иако у селу више од седам деценија нема Јевреја, њихово гробље се веома лепо одржало. На крају је Јеврејске улице, доста је очувано тако што ни један надгробни споменик, од 76, није оскрнављен. Старији надгробни споменици су од камена, једноставни, са полукружним врхом и хебрејским натписима. Новији споменици, направљени између два рата, су високи, од мермера и имају облик обелиска или усправне правоугаоне плоче. На новијим споменицима су имена исписана на немачком или мађарском језику. Обичај је био да се споменик поставља једанаест месеци након сахране. "На споменицима изнад натписа је угравиран знак сталежа којем је припадао умрли: две састављене шаке (знак благосиљања) за коханите (Јевреји који су директни мушки потомци библијског Арона (Мојсијевог брата). Коханите су припадници племена Левита), бокал за левите (Јеврејско племе) и шесто-крака звезда (Маген Давид), палма или жалосна врба, за Израел (народ). "

## Улице у Станишићу
Како је село зачето 1763. године, и постепено се развијало, улице су и последњих деценија остале исте. Називе су почеле добијати око 1890-те године, а пре тога су куће означаване бројевима. Прва промена имена улица десила се маја 1935. године када улице у Станишићу почињу да носе називе по Карађорђевићима, српским писцима, политичарима и рекама. Нова промена је уследила веома брзо, након Мађарске окупације Станишића 1941. године, улицама је враћен стари назив али мађаризован. Након ослобођења 1945. године нове комунистичке власти преимењавају поново имена улица у Станишићу.
| до 1935                                 | од 1935 до 1941          | од 1941 до 1945           | од 1945 до 1991    | Садашњи назив         |
| --------------------------------------- | ------------------------ | ------------------------- | ------------------ | --------------------- |
| Hauptgasse (Главна Улица)               | Улица Краља Александра   | Fo utca                   | Ослобођења         | Ослобођења            |
| Kirchen gasse (Црквена улица)           | Престолонаследника Петра | Templom utca              | Титова Улица       | Вука Караџића         |
| Kleinegasse (Мала улица)                | Краљице Марије           | Kis utca                  | Далматинска        | Далматинска           |
| Eisenbahngasse (Железничка улица)       | Краља Петра              | Vasut utca                | Моше Пијаде        | Цара Душана           |
| Außere Reihe (Спољни ред)               | Алексе Шантића           | Külső sor                 | Алексе Шантића     | Алексе Шантића        |
| Blumen Gasse (Цветни Сокак)             | Штросмајерова            | Virag utca                | Штросмајерова      | Мајора Жељка Парађине |
| Hintere Gasse (Задња улица)             | Карађорђева              | Hatso utca                | Карађорђева        | Карађорђева           |
| ?                                       | Добровољачка             | Vitez utca (Сокак Хероја) | Добровољачка       | Добровољачка          |
| Obere Kreuzgasse (Горња попречна улица) | Савска                   | Felső kereszt utca        | Савска             | Савска                |
| Untere kreuzgasse (Доња попречна улица) | Јаше Томића              | Also kereszt utca         | Јаше Томића        | Јаше Томића           |
| Hammerstein Gasse (Чекић/стена улица)   | Светозара Милетића       | Hammerstein Gasse         | Светозара Милетића | Светозара Милетића    |
| Schul-Kreuzgasse (Школска улица)        | Његошева                 | Iskola utca               | Његошева           | Његошева              |
| Kakosch Gasse (Какош)                   | Милоша Обилића           | Kakos utca                | Милоша Обилића     | Милоша Обилића        |
| Wasser Gasse (Водена улица)             | Марка Краљевића          | Tükör utca                | Марка Краљевића    | Марка Краљевића       |
| Juden Gasse (Јеврејска улица)           | Рабина Алкалаја          | Zsidó utca                | Јеврејска улица    | Јеврејска улица       |

## Спорт
Станишић је некад био познат по спорту. Фудбалери предратне Слоге и послератног Јединства/ФК "Станишић"-а наступали су преко 40 година у Бачкој и Војвођанској лиги (IV фудбалском рангу), данас се тај клуб, после повратка из Сомбора, налази у најнижем фудбалском рангу. Веома је био успешан женски рукометни клуб који је четири године наступао у Другој лиги старе Југославије. Он је, у ствари, био играчка база женског рукометног клуба у Сомбору, који је био у врху YU-рукомета, једне године чак финалиста европског Купа купова. Центар Борилачких Вештина "Станишић" најуспешније је спортско друштво у селу, изнедривши многобројне државне прваке, прваке Балкана и освајаче европских и светских медаља.
- ФК Јединство — Фудбалски клуб покренут 1920. године.
- БК Станишић — Боћарски Клуб основан 2008. године — тренутно се такмичи у Другој лиги "север".
- ШК "Богољуб Михаиловић" — Шах Клуб основан 1953. године. Некадашњи назив "Бора Ивков", (од 1976. године) ШК "Станишић" — угашен.
- РК Станишић — Рукометни Клуб основан 1955 — угашен.
- ЖРК Станишић — Женски рукометни Клуб основан 1967 — угашен.
- Џудо Клуб Станишић - основан 20. фебруара 1992. године. Функција првог председника поверена је Елизабети Кушел, секретар је била Јованка Загорац, а благајник Љубо Стричевић[42].
- Центар Борилачких Вештина Станишић — основан 1985. године.
- KK Слога (Куглашки Клуб) — основан 1934. — угашен. У четвртак 28. новембра 1934. године одржан је оснивачка скупштина куглашког клуба. Први председник клуба био је Матијас Пехлоф (Mathias Pechloff), секретар Милош Коканов а благајник Штефан Лихт (Stefan Licht).[43]
- Стонотениски клуб Партизан, основан 1964. године. Угашен.
- СУ Станишић 1920 — Фудбалски клуб основан 02. јула 2018. год. - 17. јула 2023. год. премештен у Сомбор.[44]
- СРУ Будућност 2024 — Рукометни клуб основан 28. новембра 2024. год. Датум уписа у регистар 3. јануар 2025. Председник клуба Недељко Мацура (1977).

## Удружења
У насељу постоје удружења:
- Српско културно-уметничко друштво "Извор” , основано 2009. године.
- "Удахни Живот" удружење жена.
- Ловачко удружење "Фазан" (основано 1920, обновљено 1945. године)
- Еколошко удружење "Брчак".
- Добровољно-ватрогасно друштво "Станишић" - На захтев становништва и подстицај локалне управе, 1925. године основано је удружење "добровољне ватрогасне јединице" са 60 људи. Управљање новим удружењем било је под управом: пољопривредника Андреас Кеглера (Andreas Kegler, 1895-1945), Јохана Клема (Johann Klemm, 1907-1961) и лимарског мајстора Антона Землића (Anton Semlitsch, 1897-1974). Пет година касније, 08. септембра 1930. године основано је прво Ватрогасно друштво у Станишићу. На оснивачку скупштину на позив Землића одазвало се 39 људи. Први председник био је Паул Хаут (Paul Hauth). На ватрогасном такмичењу у Суботици 1933. чланови ДВД-а освојили су прво место, а до 1937. године друштво је освојило још 6 награда на разним такмичењима[45]. Добри резултати ДВД задржани су и до данас. После рата друштво је неко време носило назив "Партизан".
- Мађарско културно друштво "Ади Ендре" (основано 1939. године).
- Хрватско културно друштво "Владимир Назор", основано 26. марта 2009. године[46][47].

## Манифестације
- "Дани Хлеба и Вина" — 18. август. У последњих неколико година ова манифестација се не одржава.
- "Преображење Господње" слава села — 19. август. У последњих неколико година МЗ Станишић не одржава организовано славу села. Све је ствар појединаца.
- "Котлић на Брчку" (датум се одреди накнадно. Последњи пут организован 27.08.2016, пре тога 05.09.2015 итд). У последњих неколико година ова манифестација се не одржава.
- "Станишићке граделе" јула 2024. први пут организоване.

## Књиге о Станишићу
- Са Маџарске границе, Бајски Трокут, Сент-Андрија (1936) - Тома Искруљев. О Станишићу Искруљев пише од 432 до 463 странице.
- Die Ortsgeschichte der Gemeinde Stanischitsch wie es einmal war von 1786-1945 (1977.) - Nikolaus Rettig.
- Станишић (1985.) - Миленко Бељански.
- Ortssippenbuch Stanischitsch, Batschka 1788-1985 (1986.) - Мichael Hutfluss.
- Ortssippenbuch Stanischitsch, Batschka 1896-1938 (1996.) - Мichael Hutfluss.
- Die Mundart von Stanischitsch "So hot mr's drhom gsagt" Wörter, Reime, Prosa. (2003.) Heimatortsgemeinde Stanischitsch, München.
- Станишић - Водич кроз историју једног насеља у Бачкој (2012. електронска књига) - Роберт Кучо.
- Станишић - 250 година - историја насеља и становништва од настанка до савременог доба (2013. необјављена књига) - Милан Степановић, Роберт Кучо, проф. Милош Бербер, др Карл Петер Краус, др Жужана Корхец Пап, др Марио Бара, Драгана Ђапић.
- Путник кроз време (2022.) - Мирко Симић.
- Када прођеш Машића салаш (2023.) - Мирко Симић.

## Занимљивости
- Готово читав један век, од 1763. до 1860. године, у Станишићу се чувао дванаести по старости препис Душановог законика. „Рукопис Борђошки”, како се још назива, је један од 25 историјских познатих преписа Законика српског цара Стефана Душана који је донет на сабору властеле и црквених великодостојника 21. маја 1349. године у Скопљу. Рукопис је у Станишић донео поп Глигорије Борђошки, а према породичном предању рукопис су преци Борђошки пренели на ове просторе приликом сеобе из Старе Србије или са Косова и Метохије. Рукопис је чуван и предаван са очева на синове у овој угледној свештеничкој породици све до половине 20. века. На шестстоту годишњицу од доношења Душановог законика, потомци проте Глигорија Борђошког су предали рукопис Матици Српској у Новом Саду, где се и данас чува.
- У селу су Католичко и Православно гробље, на местима где су сахране зачете пре више од 250 година. Постојало је још једно гробље, вероватно и најстарије, налазило се на крају улице Ослобођења, на левој страни, иза циглане, када се иде за Риђицу. Ово гробље није нигде заведено у старе мапе, нити га је ико спомињао, а његови редови гробова уочавани су још 1940. године. Радник на циглани, кочијаш, Михаљ Бајаи је избројао осам редова и у сваком 18 гробова, удаљени један од другог око метар и по. Покојници су сахрањивани дубоко и до два метра. Питао је власнике циглане, Антона и Јожефа Розманица, какво је гробље, одговорено му је да је "српско". Циглана је на истом месту одавно, и како је земља копана, радници су наилазили на људске скелете, сакупљали су их и односили на други крај и закопавали. Тако су нестали гробови за које се распитивао Михаљ Бајаи. Чије би могло бити ово гробље? Крај скелета нису налажени никакви археолошки прилози, било шта, на основу чега би се дало наслутити чије је било гробље у прошлости. Да ли је припадало Србима у време њиховог пресељења 1763. године, па напуштено, да би српско гробље потом било на месту где ће се 1815. године изградити католичка црква "Име Маријино", или је гробље и старије; да нису овде сахрањивани житељи некадашњег Париша, како се место звало пре него што ће постати Станишић? Или је из турског времена? Углавном, траг овом споменику културе је нестао због цигларских радова, како је копана земља за прављење черпића, тако је скидан слој земље, чиме су захватани и стари гробови[48]. Крајем деведесетих година 20. века, деца која су се играла на том месту, наилазила су на људске лобање и кости.
- Синагога у Станишићу је саграђена 1870. године. Била је солидна зграда, чија је величина била погодна броју верника, којих је било близу 150. Била је слична осталим синагогама које су у то време градиле по Војводини. Зграда се налазила у данашњој улици Мајора Жељка Парађине, под бројем 73. Посљедњи кантор био је Бела Вајс. После депортације Јевреја 1944. године, домаћи Немци су у ту зграду сместили "Културбунд". Зграда је 1950. године порушена[49].
- Године 1895. повезана је пруга Сомбор - Риђица која пролази кроз Станишић.[50]
- Свињска куга јавља се у Станишићу јула 1910. године као и у другим местима: Апатин, Дорослово, Бач, Српски Милетић, Лалић, Бачка Топола, Кисач, Шајкаш, Ада, Кусура, ...[51]
- Двадесет другог децембра 1923. године се потписује споразум о електрификацији села, са власником млина у Станишићу, који ће давати струју.
- Камени пут, а уједно и први у селу, изграђен је 1926. године кроз главну улицу (тадашњу Краља Александра), три године касније, изграђена је и улица Краља Петра Ослободиоца (данас Цара Душана).
- Село Станишић је познато и као "село пилота". Поред најпознатијег Димитрија Коњовића ту су још: Младен Катавић, Жељко Парађина, Чедомир Мијић, Мирослав Младеновић и Бојан Шнајдербек. Треба напоменути да сва места у општини Сомбор нису изнедрила толико војних пилота као село Станишић.[52]
- Испод олтара католичке цркве „Име Маријино” се налази крипта у којој су тринаест чланова баронске породице Редл сахрањивани до краја Првог светског рата.
- Прве новине које су се штампале и издавале у Станишићу био је лист на немачком под називом "Allgemeine Zeitung" (Опште Новине). Излазио је током 1905. године. Колико дуго је излазио и колико бројева је објављено није познато. На жалост, ни један примерак није сачуван[53]. После дуже паузе, октобра 1934. године покреће се нови локални лист. За разлику од "Allgemeine Zeitung"-а, нови лист ће имати више успеха и излазиће осам година "Lokal Anzeiger" ( Локално Гласило ) са тиражом од 500 примерака, штампао се у Пригревици. Уредник је био Роберт Пенингер.
- Електричарски мајстор, Антал Екеш, први је (1936. године) купио аутомобил. Већ после две године трговац Матајз Хаут пред својим дућаном уграђује бензинску цистерну-танк[54].
- Петар (Андрије) Вираг из Станишића, рођен 1909. године, убијен је 1945. године у усташком концентрационом логору Јасеновац.[55]
- У укупној површини општина Сомбор је на првом месту са 26,1 одсто, следе Станишић са 8,9 и Бачки Моноштор са 7, 2 одсто, док су на зачељу Бачки Брег и Телечка са 2,8 и Растина са 2 одсто површине. Највећу урбанизовано-грађевинску површину такође има Сомбор (3.162 ха), на другом месту је Станишић (370 ха), а на последњем месту су Бачки Брег (99 ха) и Растина (92 ха).[56]
- Радећи око католичке цркве радник Јожеф Марко је питао жупника Гргу Брандекера какве су и чије су кости на које је наилазио копајући земљу. Одговорено му је да је ту некад било српско гробље...[35]
- Године 1958. почиње са изградњом каменог пута Станишић - Риђица и Станишић - Светозар Милетић.[57]
- Децембра 1958. године три сељачке задруге Далмација, Нови живот и Партизан спајају се у једну ЗПЗ Јадран. Управник нове задруге је Јово Токић, досадашњни управник бивше Далмације. ЗПЗ Јадран поседује 2200 хектара обрадиве земље и преко 1000 грла крупне стоке.[58]
- 27. априла 1962. године Јосип Броз Тито проглашен је за почасног грађанина Станишића.
- Бензинска станица је изграђена у улици Ослобођења 1980. године.
- У лето 2006. године о једном делу Станишића снимњен је 19-но минутни аматерски филм „Јамртал — приче из долине плача” у режији Златка Златковића и Немање Шарића[59]. Филм је емитован и на Згребачкој ревији аматерског филма 2007. године[60].
- Београдска Црвена звезда је поводом свог 66. рођендана 2011. године поклонила Фудбалском клубу "Станишић” гарнитуру дресова.[61][62]
- Пријатељска фудбалска утакмица измећу ветерана ФК „Станишић” и ветерана ФК Партизан одиграна је и 14.10. 2005. године у Станишићу утакмица је завршена победом гостију из Београда 2-4, седам месеци касније 22.05. 2006. гостовали су и ветерани Црвене звезде (0—2).

## Инфраструктура
У Станишићу се налазе амбуланта (реновирана 2004. године), две апотеке, пошта, Дом Културе "Доситеј" (отворен 2000. године), основна школа "Иван Горан Ковачић" (отворена 20. октобра 1978. године), забавиште "Андреј" (некадашњи назив "Вера Гуцуња"), ликовна Галерија (отворена јуна 2011. године), српска православна црква "Храм Светог Николаја" (грађена од 1772. до 1806. године), католичка црква "Име Маријино" (подигнута 1815. године), стадион ФК Јединство, православно гробље, католичко гробље (капела изграђена новембра 2006.), јеврејско гробље, циглана (сазидана 1935. године).

## Председници Месног Народног Одбора "Станишић"
- Јован Вукајлов (1945)
- Мирко Грујић (1946)
- Момир Пејин (1948)
- Илија Просеница (1952-1955)
- Дане Попић (1955-1957)
- Божидар Тривић (1957)
- Михајло Олујић (1960)
- Анте Војковић (1961)
- Момир Максимовић (1962)

## Председници МЗ Станишић
- Славољуб Комненов (1963)
- Јоко Токић (1964)
- Илија Матијевић (1966)
- Гојко Шарић (1970)
- Бранко Бургијашев (1971)
- Павле Гњатовић (1972-1984)
- Љубинко Врачарић (2005-2013) ДС
- Драгослав Матијевић (2013-2017) СНС[65]
- Весна Ђурић (2017-2021) СНС[66]
- Миле Келић (2021-) СНС[67][68]

## Политика

### Избори за МЗ
На изборима за Месну заједницу одржано 3. марта 2012. победила је ГГ „За напредни Станишић: младост, знање, поштење и поверење” - Борис Буловић, Вукашин Ергић, Зоран Маринковић, Никола Јовичић, Драган Катић, Милан Лончар и Драгослав Матијевић.
У Станишићу 13. августа 2017. године 3368 бирача уписаних у бирачки списак имало је могућност да изабере девет чланова за Савет МЗ, са листе ГГ „За напредни Станишић“ која је једина доставила листу кандидата. Према резултатима избора за чланове Савет МЗ „Станишић“ изабрани су: Весна Ђурић (535 гласова), Јелена Бургијашев (518), Наташа Комненов (510), Карољ Ваци (505), Филип Локас (504), Саша Терзин (495), Нада Бједов (494), Стојан Павловић (492) и Саша Вукасовић (491). На изборима у Станишићу гласало је свега 712, односно 21,14 бирача уписаних у бирачки списак.
На изборима за Месну заједницу одржано 13. јуна 2021. гласало је 1.466 гласача (од 3.211 уписаних) илити 45,66%: Највише гласова осовојило је девет кандидата из СНС странке: Миле Келић (927 гласова), Филип Локас (926), Никола Китић (900), Душан Двокић (899), Радивој Кричка (870), Дара Бокун (861), Драган Дрча (854), Стојан Павловић (846), Гордана Шимпрага (819). Уочи ових избора МЗ Станишић пратили су притисци и претње на које су били изложени противкандидати окупљени око Групе грађана "Глас народа".

### Председнички избори
На парламентарним и председничким изборима одржани дана 3. априла 2022. године изашло је 1820 грађана Станишића (од 3132 уписаних) што је 58,11%. Највише гласова Станишићани су на председничким изборима дали одлазећем председнику државе Александру Вучићу (СНС) 1140 (или 62,64%), на другом месту генералу Здравку Поношу (УЗПС) 213 (11,70%), затим Бошку Обрадовићу (Двери) 103 (5,66%), Милошу Јовановићу (ДСС) 94 (5,16%), Милици Ђурђевић-Стаменковски (Заветници) 81 (4,45&), Бранки Стаменковић (Суверенисти) 61 (3,35%), Биљани Стојковић (Морамо) 40 (2,20%) и Миши Вацићу (СД) 30 (1,65%).

## Популација
- 1764 — Насељавање 605 Срба из Барачке и Даутова.
- 1780 — 1250 становника.
- 1783 — Досељавање Словака и Мађара.
- 1786 — Досељавање првих Немачких породица.
- 1791 — 2282 становника (Срба 1213, 1069 римокатолика).
- 1792 — 2340 становника (Срба 1241, 1099 римокатолика).
- 1796 — 2682 становника.
- 1800 — 2728 становника (Срба 1277, 900 Немаца, 581 Мађара и Словака и 30 осталих (углавном Јевреја)).
- 1811 — 1149 Срба.
- 1820 — 4219 становника (2500 Немаца, 1095 Срба, око 600 Словака и Мађара и 30 Јевреја и осталих).
- 1828 — 4572 становника (3289 римокатолика (71,94%), 1201 православац (26,27%), 76 Јевреја (1,66%) и 6 осталих (0,13%).
- 1836 — 4615 становника (3341 римокатолик, 1187 православаца, 85 Јевреја и 2 евангелисте).
- 1852 — 5388 становника (4156 римокатолика, 1103 православца, 128 Јевреја и 1 реформат).
- 1860 — 5754 становника (3700 Немаца, 1100 Срба, 750 Мађара, 200 Јевреја и осталих).
- 1880 — 6685 становника (4451 Немаца, 1100 Срба, 800 Мађара, 300 Јевреја и осталих).
- 1900 — 7221 становника[75] (5084 Немаца, 1112 Мађара, 456 Срба, 70 Јевреја, 4 Словака, итд).
- 1921 — 7584 становника (5620 Немаца, 1132 Мађара, 739 Срба, итд).
- 1931 — 7588 становника (5582 Немаца, 1102 Мађара, 686 Срба, 185 Буњевца-Хрвата, 60 Рома, 40 Јевреја)
- 1941 — 7579 становника (5900 Немаца, 900 Мађара, 580 Срба, 12 Јевреја, итд).
- 1945 — У селу је у септембру остало 1500 становника (углавном Срба и Мађара и око 200 Немаца). Током рата ће око 1300 немачких и мађарских мушкараца отићи у окупаторску војску и преселити се на источни фронт, где су многи заробљени. Од тог броја убијено је 242 (65 на руском фронту, 37 у Мађарској, 140 на другим местима, итд.), А многи други су заробљени. Око 4400 немачких цивила је остало после рата у својим кућама у Станишићу, док их је 126 побегло пре него што је 20. октобра 1944. године село ослобођено. Ускоро ће, као последицу догађаја из Другог светског рата, комунистичке власти 10. августа 1945. године депортовати око 3500 Дунавских Шваба у суседне логоре Крушевље и Гаково, где су многи остали до марта 1948. Њих око 500 ускоро су се вратили у село на посао за нове власти. У тим логорима страдало је од глади и хладноће најмање 270 људи, док је више од 1000 побегло из тих логора током 1946/1947. године у Аустрију. Око 2000 људи је пуштено 1948. године, а већина њих је емигрирала у Западну Немачку између 1952. и 1964. године.
- 1945/1946 - Долазак народа Далмације 3000 Срба и 2430 Хрвата (1070 породица, 5430 чланова).
- 1947/1950 - Многе породице се враћају у Далмацију, углавном Хрвати, приморци и оточани.
- 1947 — 7741 становника (3763 Срби, 2480 Хрвати, 1224 Мађари, 181 Немци, итд).
- 1953 — 7814 становника.
- 1961 — 7521 становника (4464 Срби (59,4%), 1814 Хрвата (24,1%), 1019 Мађара (13,5%), 26 Македонца, 8 Југословена, итд).
- 1971 — 6156 становника (3256 Срби, 918 Југословени, 845 Хрвати, 758 Мађари, 9 Црногорци, итд).
- 1981 — 5476 становника (2804 Срби, 1522 Југословени, 492 Хрвати, 584 Мађари, итд).
- 1991 — 5131 становника (3140 Срби (61,2%), 946 Југословени (18,44%), 459 Мађари (8,95%), 454 Хрвати (8,85%) и 18 Немаца).
- 2002 — 4808 становника (3511 Срби, 367 Хрвати, 363 Мађари, 140 Југословена, 24 Буњевца, 9 Македонаца, 8 Црногораца, 5 Муслимана, 4 Словака, 16 Немаца, 2 Словенца, 2 Бугара, 2 Рома, 1 Бошњак, 1 Рус, 1 непознато).
- 2006 — (процена): 4797 становника.
- 2011 — 3987 становника.
- 2022 — 2902 становника.

## Становници Станишића

### Срби, Хрвати и Буњевци
Имена Срба, Хрвата и Буњеваца у селу су: Алфиревић, Андрић, Ардалић, Арнаут, Бабић, "Бачковић" (-), Баџа, Балаћ, Баљак, Баљкас, Бан, Банић, "Бараћ", Баришић, Батинић, Башић, Баус, Беара, Беговац, Бербер, Безбрадица, Бијанко (-), Бједов, Бобан, Бобанац, Богдановић, Боговац, Богуновић, Бодрожић, Боланча (-), Борак, "Борчић", Борковић, Боровић, Борђошки, Боснић, Ботица, Божан, Брачуљ, Брајковић, Бркић ", Брстило," Брујић ", Будимчевић, Бугарин," Буковац ", Буклијаш, Булчић, Буловић, Бубања, Буљан, Буљевић, Бургијашев (*), Бундало, Буструц, Церанић," Церовац ", Цигановић, Црница, Црногорац, Црнокрак (-), Црномарковић, Цветић, Цветићанин, Цветковић, Цветиновић, Цвитковац, Ћалић, Ћосић, "Ћућко", Чавлин," Чаут ", Четник, Чонкић, Чота, Чуде," Дабић " , Делаш, Делић, Деспинић, Деспот, Девић, Добрић, Добријевић, Допуђ, Драгић, Драгичевић, Драгишић, Дрча, Дрезгић, Дрљача, Дрљачин (*), Држак, Двокић, Дубајић, Ђаковић, Ђапић, "Ђенадија", "Ђурић", Ђурица, Ђурђев, Џало, Елек, Елез, Ерцег, Ерцеговић, Егић, Ергић, Филиповић, "Ференчевић" (#), Фрлета, Гагић, Гарић, Гаревски, Гладовић, Глижин (*), Глишић, Гњатовић, Греч, Гњидић, Говорушић, Граовац, Грујић (*), Гуглета, Гундић, Гуњача, Гусић, Гужвица, "Хубана", "Ибрахимовић", Икач, "Илић", "Иликтаревић", "Ишпановић" (#), "Иванковић", Јанковић, Јарамаз, "Јелача", Јелавић, Јелић, Јерковић, Јокић, Јолић, Јосип, Јованчевић, Јовановић (*), Јовичић, Јовић , Јукић, Јурлина (-), Кабић (-), Кајић, Калчић (-), Калањ, Калинић, Кајичић, Камбер, "Канурић", Капетановић, Карабатић, Каран, Катавић, Катић, Катовић, "Кеченовић", Келић, "Китић", Кларић , Клинац, Кнежевић, "Коћало", Комазец, Комненов (*), Ковачић, Ковачевић, Кричка, Кршић (-), Кривошија, Кривошић, Крижак, Кркобабић, Крстановић, Кршић, Крунић, Кукавица, Кундит, Куран, Курајица, Куриџа, Кусић, Кужет, Лабор, Лалић, "Лазаревић", Лазиница, Ледић (#), Лескур, Лежајић, Локас, Лолић, Лончар, Ловрић, Лукић, "Љубојевић" (-), Мацура, Маглов, Маљковић, Максимовић, Мајсторовић, Мандић, "Манојловић", Маринковић, Мариновић, Марјановић, Марковић, Марчетић, Машић (*), Мартић, Матијаш, Матијевић, Михајловић, Мијаковац (-), "Мијић", "Миколачевић", Миланко, Миланковић, Милаш, Милетић, Милић , Миливојевић, "Миљановић", Мирковић, Мишковић, Мишковић (*), "Митић" (-), Младеновић, Млинар, "Мрђеновић" (-), Мрвица (-), Муњас, Момић, Мусулин, Напијало, Недић, Ненадић, Невешћанин, Николић (*), Новаковић , "Новић", "Нурадин", "Обачкић", Обрић, Одовић, Огар, Олујић / Олуић, Опачић, Опанчарев (*), Орлић, Оруч, Окарапидис (грчки), Палада, "Панић", "Панџа", " Панџић "," Парађина ", Паравиња, Пајић," Пазман ", Пејић, Пејин (#), Пекановић, Пеовић," Петронић ", Петровић, Перић, Пешић, Пиља, Плећаш, Попадић, Поплашен, Попић, Приморац, Просеница, "Пршо" (-), "Пучар" (-), Пупавац (-), Путица, Пушин (*), Радић, Радиновић, Радмановић, Радмиловић, Рађа, Рачуница, "Рајић", "Рајковић", Ракић, Рашковић, Ринчић, "Ристић", "Рњак", Рогушић, Ромац, Ромић, Рончевић, Росић, Рудић (-), Самарџија, Самарџић, Сардалић, Сакић, Савић, Сазданић (-), Сечујски, Секулић, Селаков (-), Симић, Симоновић, Сладић, Сладоја, Скокна (-), Смиљанић,"Сотировски" (-), "Сракић" (-), Станић, "Станисављевић" (-), Станојевић, "Стијак", Стојанац, Стојков (*), "Стојковић", "Сретић" (*), Стричевић, "Сунић", Шалов, Шанко (-), "Шапић" (-), Шарић, Шекуљица, Шерић, Шешић, Шего (-), Шимпрага, Шолак, Шоргић, Шолаја, Штековић (-), Штимац, Штруклић (-), Шуша, Швељо,"Швоња", "Тамбуровић" (-), "Танасић" (-), Танурџић (*), Тадић ( #), Тањга, Тешић, Токић, Толимир, Торбица, Тошић, "Тричковић" (-), Тривић, Терзин, Трзин, "Туцић", Тутуш, Васиљевић, "Варађанин", Вишић (*), Вечерина, Веселиновић, Вишњевац, Војковић, Војнић, Војводић, Вујаковић, "Врачар", Врачарић (*), Вранић (-), "Вранковић", Вученовић, Вучковић, Вудраг (-), Вујасиновић, "Вујевић", Вујко, Вукадиновић, Вукасовић, Вуковић, Вулић, Вундук, "Угреновић", Усорац, Загорац, Зеленовић, "Златковић", Жељковић, Жаја (-), "Жежељ", Ждерић, итд.
- (*) Ове српске породице су једне од најстаријих у Станишићу, која су наведене пре 1797. године.
- (#) Ове породице су наведене пре 1940.
- Породице написане под наводницима (" ") су се населиле након колонизације 1945-46.
- (-) Ових породица више нема у Станишићу.

Неке хрватске породице које живе од 1945/46. Године више се не наводе, јер су се одселиле, углавном у шездесетим и седамдесетим годинама или касније, као што су: Бркљача, Буљан, Булчић, Бува, Грга, Синица, Јурко, Гуслов, Пунда, Грацин, Гргуриновић, Лучић, Јакус, Сонко, Франић, Шимара, Ујевић, Марчина, Вицко, Пухарић, Тичиновић, итд.
Погледати: Списак колонизованих далматинских породица у Станишићу (1945—1948)

### Немци
Немачка породична имена наведена у 1940. години укључују: Albrecht, Amann, Amon, Angeli, Arnold, Bach, Bajer (и Bayer), Bauer, Beck, Benz, Becker, Beer, Beller, Bergmann, Binder, Bischof, Bohner, Bokum, Bleilinger, Bretträger, Büchinger, Born, Brand, Brandecker, Brenner, Bruckner, Bruder, Bucher, Butterer, Danninger, Deutsch, Eberhard, Eder, Eimer, Einwiller (и Eiwiller),Eisenhut, Elmer, Engländer, Englerth, Fabian, Federer, Feider, Fessler, Feth, Feurer, Fischer, Fischer, Fischler, Feirer, Feldes, Fiederer, Fisterer, Fisterer, Fleischer, Folkemer, Gantner, Gärtner, Gauder, Ginal, Ginter, Geisinger, Guder, Haas, Haberbusch, Halbländer, Harti, Hauth, Harembach, Heck, Hech, Heller, Helmer, Heckenberger, Hermann, Holzer, Hochrei, Horei, Horren, Huber, Häfner, Heft, Hegert, Högert, Heichele, Heitz, Helfrich, Hemeli, Hängen, Hertzl, Hetrich, Hingl, Hirschschläger, Hubert, Hummel, Hutfluss, Hönner, Hören, Illi (Illich), Imhoff, Jennowein, Jost, Jung, Kapp, Karbach, Kegler, Kemmer, Keil, Kehl, Keiner, Keinrad, Kekler, Keller, Kersch, Kien, Kirschner, Klaus, Klein, Kleiner, Klemm, Konz, Koller, Kopping, Kokus, Kraus, Kremm, Kristmann, Kuntzer, Kutsch, Kuehn, Lackner, Lang, Langbein, Laubach, Lauth, Leml, Licht, Litzenberger, Landgraf, Letscher, Lewang, Litzinger, Majer (и Mayer), Martin, Matheis, Meilern, Mendler, Merkler, Merli, Mesch, Melem, Mönich, Müller, Muskath, Nägele, Naunheimer, Neubert, Nuber, Nuspl, Oberth, Ollmann, Osfielt, Ospelt, Oswald, Ottenheimer, Ottental, Pechlof, Peller, Pleli, Postpischl, Potz, Penninger, Penz, Pfeffer, Pinter, Pisli, Prisslinger, Pump, Quintus, Rang, Rau, Richter, Rapp, Rauh, Reichhardt, Reiner, Reinhofer, Reitz, Rendl, Rettig, Rickert, Risbeck, Rosmann and Rossmann, Rosmanitz, Roth, Röckl, Schaman, Schamberger, Schauer, Scherk, Schira, Schlemmer, Schlotzer, Schmidt, Schultheis, Schweigl, Schwemmlein, Schäfer, Schönhöfer, Seite, Seitz, Semlitsch, Settele, Sibler, Sickinger, Spaltenberger, Speer, Staller, Steger, Steiner, Stertz, Strahl, Sauer, Schnaderbeck, Schneider, Schnitzer, Schopper, Spamberger, Spreitzer, Strigl, Sujer, Stöckl, Thebert, Thes, Tiesler, Titz, Trommler, Tscheng (or Tschenk), Tuschter, Uli, Ulmer, Umstädter, Urnauer, Urtheil, Usleber, Weber, Weichner, Weigand, Weiland, Welchner, Wenner, Wolf, Weiner, Weiss, Werner, Wettstein, Wetzstein, Wettstein, Wiragh, Wieland, Witsch, Wohlfahrt, Wölfl, Zips, Zisler или Ziesler, итд.
Немачка породична имена која нису наведена 1940. године, али живе након 1786. укључују: Astleber, Bammer, Bauholzter, Baumgartner, Barl, Bittel, Berger, Brill, Bürkel, Distler, Dosinger, Ehrhardt, Elkinger, Enstele, Felgel, Friederer, Friedrich, Fuchs, Gräber, Grilhauer, Grünfelder, Halbig, Harthe, Hausmann, Hembe, Hendler, Herstenberger, Hinkel, Holzhauer, Horwath, Höger, Hwang, Huss, Jakoby, Jergur, Katty, Koriozathfinssky, Keppig, Kestler, Kern, Kiefer, Knitter, Krämer, Koth, Kumeringer, Lenbach, Locher, Mad, Maaß, Matz, Mayling, Mukesser, Naunehmer, Neubauer, Oberkirsch, Obermann, Ohrmann, Pastor, Paul, Pechlug, Peitz, Pfanholzer, Puhl, Ratzka, Reiter, Taufel, Teibl, Sauterer, Schaal, Schädele, Scher, Scherer, Schild, Schlott, Schmidt, Schilling, Schirosch, Schmack, Schnur, Schöpfhauser, Schweitzer, Seebald, Suttrer, Vorgrümter, Wagner, Wallentin, Wentzel, Weimann, Wihlzuhr, Wolfshobel, Zepf, итд.
Више од 70 немачких породица населило се у Станишић након 1850-их или почетком 1900-их, доселило се из суседних села. Било је око 290 немачких породичних имена која су живела у око 1.410 домаћинстава, наведено је 1940. године. Неки од њих су били: Kokus, Rohatsch, Spreitzer (Dr. Josef), Kuntzer, Mayer, Rosmanitz, Kuntzer, Litzinger, Schneider, Ritkasser, Frohlich, Ottenthal. Данас је у селу остало само неколико њемачких породица: Litzinger, Schneider, Schnaderbeck, Bretträger, Kuschel, Rosmanitz, Butterer, Wiragh. У 2002. само 16 сељана су се представили као Немци, а неки други као Мађари.
Нека од следећих породичних имена су германизована и те породице су се изјасниле као немачке: Balogh (изворно Мађарско), Buschanski (изворно Словачко), Ferenz (изворно Мађарско), Firitzki (изворно Словачко), Gerescher (изворно Мађарско), Juraditsch (изворно Буњевачки), Kerescher (изворно Мађарско), Kisialla (непознато), Kokus (изворно француски, пише Cocus/Caquis), Kollar (изворно Словачко), Kollitseh или Kollitschech (изворно Словачко), Kosse (originally French, spelled Cosse), Lewang (изворно француски, пише Le Vangue), Merli (изворно Мађарско), Pleli (изворно француски, пише Plailly), Ruppek (изворно Словачко), Schira (изворно француски, пише Chirat), Sekeresch (изворно Мађарско), Semlitsch (изворно Словачко), Settele (изворно француски, пише Saitelet), Wiragh (изворно Мађарско), Worlitschek (изворно Словачко).
Списак породичних имена није комплетан јер имена породица привремених становника нису наведена. Најбројније породице биле су: Eberhardt, Eimer, Fessler, Feth, Hauth, Heck, Lang, Litzinger, Mayer, Nuspl, Potz, Rendl, Rosmann, Weiner, Weber, Weiss, Wiragh, итд. Сви су се населили у Станишић пре 1820. године.
Најчешћа мушка имена су: Adam, Andreas, Anton, Franz, Georg, Jakob, Johann, Josef, Karl, Lorenz, Martin, Matthias, Melchior, Michael, Nikolaus, Paul, Peter, Philipp, Stefan, и Wendelin. Најчешћа женска имена су: Anna, Annamaria, Barbara, Christina, Franziska, Elisabeth, Eva, Gertrude, Hilde, Katharina, Maria, Magdalena, Margaretha, Sophia и Theresia.

### Јевреји
Јеврејска породична имена која су постојала у селу пре Другог светског рата укључују: Башкус (Baschkus), Енгели (Engeli), Фишер (Fischer), Хуберт (Hubert), Кауфман (Kaufmann), Краус (Kraus), Лихт (Licht), Линднер (Lindner), Рајн (Rein), Росенберг (Rosenberg), Шефер (Schäffer), Вајс (Weiss).

### Словаци
Словачка имена која су постојала у селу су: Бендак (Bendak), Бењак (Benyak), Бирчак (Bircsak), Бушански (Buschanski), Дробина (*) (Drobina), Фиритски (Firitski), Фрањо (*) (Franyó), Јантско (Jantsko), Јански (Janski), Колар (Kolar) (*), Крижак (Krizsak), Коларик (Kollarik) (*), Колисек (Kolicsek), Коваловски (Kovalovszki), Кутсера (Kutsera)(*), Хатала (Hatala), Марко (Marko) (*), Меделка (Medelka), Монсек (Moncsek), Напора (Napora) (*), Озлански (Oszlansky), Ралбовски (Ralbovszki) (*), Рапсак (Rapcsak), Рончсак (Roncsak) (*), Рупек (Ruppek), Землич (Szemlits), Тренка (Trenka)(*), Ворличек (Worlitschek). (*) још увек живи, али се изјашњавају Мађарима
Већина словачких породица које су се настаниле у Станишићу биле су германизоване у другој или трећој генерацији, али након 1945. године у селу су могли остати само они који су се изјаснили као Мађари.

### Мађари
Мађарска породична имена која су постојала у селу укључују: Aranyi, Balta, Bajai (*), Balázs (*), Balogh (*) (Germanized), Baranyi (*), Barta, Bitto (*), Buzássy (*), Csáki (*), Danis, Erakovity, Ercsi (*), Fábián, Ferenczi (*), Fircsa, Futto (*), Gallo (*), Géczy (*), Geresser (*), Grécs / Gréts (*), Gyugyák / Jugyák (*), Haller, Hetyei (*), Horváth (*), Hosszú, Illés (*), Kanyó, Kardos (*), Kehely (*), Keressy (*), Krecs (*), Konc / Kontz / Koncz (*), Kovács (*), Korácsonyi (*), Köműves, Kucso, Kurta (*), Lakatos (*), Letkó (*), Lócsa (*), Major, Majoros, Makai (*), Markó / Márkó (*), Martinetz (*), Mészáros (*), Mikolasevity, Molnár (*), Mojzes (*), Ódry, Olách (*), Orbán, Pásztor (*), Pekter, Sági (*), Simonyi (*), Sipos (*), Szakál, Szalai (*), Szekeres (*), Szeresi, Szilágyi, Takács, Tamás (*), Tóth, Zsunity, Zsumbera (*), Urbán, Újvári (*), Váczi, Varga (*), Vass (*), Versánszky, Virágh (*) (Germanized).
(*) ове породице су живеле у Станишићу пре 1945. године

### Русини
Имена породица Русина која су постојала у селу су Мудри (Mudri) и Харди (Hardi).

## Демографија
У насељу Станишић живи 3906 пунолетних становника, а просечна старост становништва износи 41,5 година (39,3 код мушкараца и 43,6 код жена). У насељу има 1631 домаћинство, а просечан број чланова по домаћинству је 2,95 (попис 2002).
Ово насеље је углавном насељено Србима Далматинцима (према попису из 2002. године), а у последња три пописа, примећен је пад у броју становника.
| style="padding: 0;" |

| Демографија | Демографија | Демографија |
| Година      | Становника  | Становника  |
| ----------- | ----------- | ----------- |
| 1900.       | 7.221       |             |
| 1921.       | 7.584       |             |
| 1931.       | 7.588       |             |
| 1948.       | 7.741       |             |
| 1953.       | 7.814       |             |
| 1961.       | 7.521       |             |
| 1971.       | 6.156       |             |
| 1981.       | 5.476       |             |
| 1991.       | 5.131       | 5.048       |
| 2002.       | 4.808       | 4.971       |
| 2011.       | 3.987       |             |
| 2022.       | 2.902       |             |

| Етнички састав према попису из 2002.‍ | Етнички састав према попису из 2002.‍ | Етнички састав према попису из 2002.‍ | Етнички састав према попису из 2002.‍ | Етнички састав према попису из 2002.‍ |
| ------------------------------------ | ------------------------------------ | ------------------------------------ | ------------------------------------ | ------------------------------------ |
|                                      |                                      |                                      |                                      |                                      |
| Срби                                 | Срби                                 |                                      | 3.511                                | 73,02%                               |
| Хрвати                               | Хрвати                               |                                      | 367                                  | 7,63%                                |
| Мађари                               | Мађари                               |                                      | 363                                  | 7,54%                                |
| Југословени                          | Југословени                          |                                      | 140                                  | 2,91%                                |
| Буњевци                              | Буњевци                              |                                      | 24                                   | 0,49%                                |
| Немци                                | Немци                                |                                      | 16                                   | 0,33%                                |
| Македонци                            | Македонци                            |                                      | 9                                    | 0,18%                                |
| Црногорци                            | Црногорци                            |                                      | 8                                    | 0,16%                                |
| Муслимани                            | Муслимани                            |                                      | 5                                    | 0,10%                                |
| Словаци                              | Словаци                              |                                      | 4                                    | 0,08%                                |
| Словенци                             | Словенци                             |                                      | 2                                    | 0,04%                                |
| Роми                                 | Роми                                 |                                      | 2                                    | 0,04%                                |
| Бугари                               | Бугари                               |                                      | 2                                    | 0,04%                                |
| Руси                                 | Руси                                 |                                      | 1                                    | 0,02%                                |
| Бошњаци                              | Бошњаци                              |                                      | 1                                    | 0,02%                                |
| непознато                            | непознато                            |                                      | 1                                    | 0,02%                                |

| \| \| м \| \| \| ж \| \| ? \| 2 \| \| \| 10 \| \| 80+ \| 30 \| \| \| 78 \| \| 75—79 \| 69 \| \| \| 130 \| \| 70—74 \| 112 \| \| \| 179 \| \| 65—69 \| 130 \| \| \| 190 \| \| 60—64 \| 153 \| \| \| 170 \| \| 55—59 \| 113 \| \| \| 115 \| \| 50—54 \| 220 \| \| \| 178 \| \| 45—49 \| 178 \| \| \| 165 \| \| 40—44 \| 156 \| \| \| 162 \| \| 35—39 \| 144 \| \| \| 126 \| \| 30—34 \| 180 \| \| \| 141 \| \| 25—29 \| 163 \| \| \| 146 \| \| 20—24 \| 174 \| \| \| 169 \| \| 15—19 \| 164 \| \| \| 145 \| \| 10—14 \| 138 \| \| \| 134 \| \| 5—9 \| 116 \| \| \| 123 \| \| 0—4 \| 121 \| \| \| 84 \| \| Просек : \| 39,3 \| \| \| 43,6 \| |      |  |  |      |
| |      |  |  |      |
| | м    |  |  | ж    |
| ? | 2    |  |  | 10   |
| 80+ | 30   |  |  | 78   |
| 75—79 | 69   |  |  | 130  |
| 70—74 | 112  |  |  | 179  |
| 65—69 | 130  |  |  | 190  |
| 60—64 | 153  |  |  | 170  |
| 55—59 | 113  |  |  | 115  |
| 50—54 | 220  |  |  | 178  |
| 45—49 | 178  |  |  | 165  |
| 40—44 | 156  |  |  | 162  |
| 35—39 | 144  |  |  | 126  |
| 30—34 | 180  |  |  | 141  |
| 25—29 | 163  |  |  | 146  |
| 20—24 | 174  |  |  | 169  |
| 15—19 | 164  |  |  | 145  |
| 10—14 | 138  |  |  | 134  |
| 5—9 | 116  |  |  | 123  |
| 0—4 | 121  |  |  | 84   |
| Просек : | 39,3 |  |  | 43,6 |

| Година пописа     | 1948. | 1953. | 1961. | 1971. | 1981. | 1991. | 2002. |
| ----------------- | ----- | ----- | ----- | ----- | ----- | ----- | ----- |
| Број домаћинстава | 1.697 | 1.761 | 1.920 | 1.738 | 1.673 | 1.691 | 1.631 |

| Број чланова      | 1   | 2   | 3   | 4   | 5   | 6  | 7  | 8 | 9 | 10 и више | Просек |
| ----------------- | --- | --- | --- | --- | --- | -- | -- | - | - | --------- | ------ |
| Број домаћинстава | 315 | 430 | 303 | 329 | 160 | 67 | 18 | 4 | 3 | 2         | 2,95   |

| Пол    | Укупно | Неожењен/Неудата | Ожењен/Удата | Удовац/Удовица | Разведен/Разведена | Непознато |
| ------ | ------ | ---------------- | ------------ | -------------- | ------------------ | --------- |
| Мушки  | 1.988  | 697              | 1.148        | 99             | 43                 | 1         |
| Женски | 2.104  | 407              | 1.171        | 446            | 80                 | 0         |
| УКУПНО | 4.092  | 1.104            | 2.319        | 545            | 123                | 1         |

| Пол    | Укупно                    | Пољопривреда, лов и шумарство | Рибарство                            | Вађење руде и камена | Прерађивачка индустрија       |
| ------ | ------------------------- | ----------------------------- | ------------------------------------ | -------------------- | ----------------------------- |
| Мушки  | 1.051                     | 539                           | 0                                    | 0                    | 219                           |
| Женски | 633                       | 191                           | 0                                    | 0                    | 225                           |
| Укупно | 1.684                     | 730                           | 0                                    | 0                    | 444                           |
|        |                           |                               |                                      |                      |                               |
| Пол    | Производња и снабдевање   | Грађевинарство                | Трговина                             | Хотели и ресторани   | Саобраћај, складиштење и везе |
| Мушки  | 1                         | 58                            | 57                                   | 26                   | 67                            |
| Женски | 1                         | 3                             | 75                                   | 9                    | 10                            |
| Укупно | 2                         | 61                            | 132                                  | 35                   | 77                            |
|        |                           |                               |                                      |                      |                               |
| Пол    | Финансијско посредовање   | Некретнине                    | Државна управа и одбрана             | Образовање           | Здравствени и социјални рад   |
| Мушки  | 7                         | 1                             | 32                                   | 15                   | 15                            |
| Женски | 4                         | 5                             | 19                                   | 30                   | 50                            |
| Укупно | 11                        | 6                             | 51                                   | 45                   | 65                            |
|        |                           |                               |                                      |                      |                               |
| Пол    | Остале услужне активности | Приватна домаћинства          | Екстериторијалне организације и тела | Непознато            | Непознато                     |
| Мушки  | 11                        | 3                             | 0                                    | 0                    | 0                             |
| Женски | 7                         | 4                             | 0                                    | 0                    | 0                             |
| Укупно | 18                        | 7                             | 0                                    | 0                    | 0                             |

## Познати Станишићани
- Јефрем Грујић - свештеник, син станишићког пароха Петра Грујића, председник Конзисторијума (црквеног суда) Епархије бачке почетком 19. века.
- Филип Бартош (мађ. Bartos Fülöp; Станишић 1857. – Лос Анђелес 1946) — лингвиста и универзитетски професор.
- Калман Геци од Гарамсега (мађ. Kálmán Géczy; Станишић 1861. - Будимпешта 1937) - аустроугарски генерал, командант IX хусарског пука.
- Ласло Мор (мађ. László Mór; Станишић 1862. - ?) - лекар, једно време у служби аустроугарске ратне морнарице, истраживач. Објавио је велики број научних радова и текстова, а најзначајнија су му истраживања о тровањима живом и фосфором у индустрији.
- Димитрије Коњовић (1888–1982) — пилот и индустријалац.
- Иван Радовић (1894–1973) — сликар, академик, члан југословенског тима у Девис-купу 1929. године.
- Имре Пачери (1900–1980) — лекар, хигијеничар, ергоном, универзитетски професор.
- Епископ Василиј (Владимир) Родзјанко (1915–1999) − православни свештеник.
- Гашпар Улмер (1915–2002) — историчар, књижевник и архивист.
- Димитрије Радојевић "Дино" (1927–1986) — Позоришни редитељ и педагог.
- Душан Ђапић (1928) — Правник и писац.
- Мирко Буловић (1930–2009) — глумац.
- Славко Суботић (1934–2000) — атлетичар на дугим стазама, члан београдског "Партизана", државни репрезентативац, 1959. године постао првак Југославије. Био је првак Србије у кросу 1958. и 1961. године, првак Хрватске у кросу 1962. године, првак Београда 1958. године
- Ненад Ђапић - режисер.
- Стојан Бербер (1942) — лекар, књижевник, универзитетски наставник и медицински академик.
- Драгица Лукић (1945) — педијатар.
- Јанош Јухас (1945) — дизач тегова. Седам пута са екипом "Раднички - Бане Секулић" освојио је титулу првака Југославије у Купу. У категорији до 90кг освојио је четврто место у Југославији. Био првак Србије и Војводине. Са 260кг у биатлону освојио је по пети пут титулу ветеранског првака државе у категорији до 100кг. Док је живео у Станишићу, Јухас је водио тамошњу секцију у дизању тегова.[79]
- Иринеј Буловић (1947) — епископ Бачки.
- Иван Гундић "Ћисо” (1947–2000) — академски сликар.
- Мара С. Кнежевић (1949) — наставник универзитета, доктор књижевник наука.
- Стеван М. Бербер (1950) - професор Универзитета у Окленду, научник и истраживач. Почасни конзул Србије на Новом Зеланду.
- Предраг Шарић "Драги" (1950–2015) — лекар, хирург.
- Душанка Огар (1951–2014) — кустос Градског музеја у Сомбору. Аутор је великог броја текстова о друштвеном животу и обичајима народа Станишића као и Бачке. Аутор је књиге "Ускршња јаја - писанице" (2009).
- Никола Поплашен (1951) — универзитетски наставник. Председник Републике Српске у периоду 4. новембар 1998 — 6. март 1999.
- Нада Тањга (1952–2002) — рукометашица, са ЖРК Осијек наступала у Лиги шампиона.
- Драгица Палаверса Мијач (1953–2014) — репрезентативка СФРЈ у рукомету (злато на СП 1973. и Медитеранским играма 1979, сребро на СП 1971), најбоља рукометашица и најбољи стрелац у историји РК Далме из Сплита.
- Жељко Парађина (1953–1992) — пилот (ловац-бомбардер), пуковник.
- Николас Ченк (1953) (нем. Nikolaus Tschenk) — немачки политичар (Савез 90 / Зелени).
- Вера Симоновић — сликарка.
- Ђорђе Беара (1955) — сликар.
- Драгослав Шарић (1959–2014) — лекар, хирург.
- Јасмина Грковић-Мајор (1959) - филолог и лингвиста, универзитетски професор на филозофском факултету Универзитета у Новом Саду, члан Српске академије науке и уметности.
- Мирјана Ђурица (1961) — репрезентативка СФРЈ у рукомету, олимпијска победница 1984, са РК „Раднички“ из Београда осам пута првак Југославије и два пута првак Европе.
- Милан Степановић (1961) — публициста и кустос Музеја образовања учитеља у Сомбору, аутор је двадесетак књига и више десетина радова из урбане, политичке, просветне и културне прошлости Сомбора, објављених у монографијама, зборницима и часописима.
- Ангелина Атлагић (1962) - костимограф, сценограф, сликар и универзитетски професор.
- Славица Ринчић (1966) — рукометашица.
- Слободан Веселиновић (1967) — рукометаш. Годинама играо у Првој шпанској лиги и био запажен у истој. Позиван на шири списак репрезентације за коју је одиграо и пар пријатељских утакмица.
- Биљана Гњатовић (1972) — мајстор џудоа.
- Миле Ненадић — наставник универзитета.
- Предраг Безбрадица (1980) — рукометаш.
- Владимир Торбица (1980) — фудбалер.
- Мате Брајковић (1981) — фудбалер.
- Драган Бакула (1981) — џудиста, репрезентативац, освајач бронзане медаље на пионирском првенству Балкана 1996. године.
- Немања Обрић (1984) — фудбалер.
- Дебели Самурај — Панк бенд. Снимили су један албум "Свако има право на живот… на свој живот имам право само ја" (1997)[80]

## Галерија
- Православна црква Свети Николај
- Католичка црква Име Маријино
- Балоте у Станишићу
- Слика са западне стране Станишића
- Центар Станишића
- Јесен у Станишићу
- Народ Станишића дочекује црквена звона 06. јула 1930. године